# Ernst Boutkan
Ernst Boutkan (Haarlem, 3 januari 1996) is een Nederlands voormalig politicus voor Volt. Van 16 maart tot en met 4 juli 2023 was hij namens die partij lid van de Tweede Kamer.

## Biografie
Boutkan studeerde van 2014 tot en met 2021 aan de Universiteit Leiden, waar hij een bachelor deed in culturele antropologie en een master in bestuurskunde en economie.
Boutkan stond bij de Tweede Kamerverkiezingen 2021 derde op de kandidatenlijst van Volt. De partij behaalde bij die verkiezingen drie zetels, maar de nummer vier Marieke Koekkoek wist met voorkeursstemmen de derde zetel in te nemen. Na de verkiezingen ging hij werken als beleidsmedewerker van de Tweede Kamerfractie van de partij. In maart 2023 ging Koekkoek op zwangerschapsverlof, waardoor Boutkan sinds 16 maart 2023 tijdelijk in de Tweede Kamer zat. De vervangingstermijn duurde tot en met 4 juli 2023.